# 渔雕
渔鵰（学名：Icthyophaga humilis）为鹰科渔雕属的鸟类，也有學者將本種歸為海鵰屬。该物种的模式产地在印度尼西亚的苏门答腊。

## 保护
- 中国国家重点保护动物等级：二级

## 亚种
- 渔鵰海南亚种（学名：Icthyophaga humilis plumbea）。在中国大陆，分布于海南等地。该物种的模式产地在喜马拉雅山脉西北部。[3]